# 12 Metre
La série internationale 12 Metre est une des classes de la Jauge internationale.
À l'instar des autres classes de la Jauge internationale, les bateaux doivent respecter une formule de jauge prenant en compte la longueur à la flottaison, la surface vélique et des mesures effectuées sur les dimensions de la coque permettant d'en apprécier le volume et la forme. Le résultat du calcul suivant cette formule donne une longueur théorique exprimée en mètres. La vitesse maximale théorique d'un tel voilier étant proportionnelle à cette longueur théorique, cette dernière ne doit pas excéder 12 mètres. Cette contrainte laisse une certaine place à la créativité et les voiliers de la classe peuvent présenter des différences notables, contrairement aux monotypes.
Le premier 12 Metre fut construit en 1907. La série fut admise aux Jeux olympiques d'été de 1908, puis de 1912 et 1920 mais peu de bateaux s’alignèrent. Elle obtint ensuite un regain d’intérêt lorsqu’elle fut retenue pour les éditions successives de la Coupe de l'America de 1958 à 1987.

## Formule
La formule, conçue pour donner une certaine marge de manœuvre aux designers tout en assurant la cohésion à l’intérieur de la classe, subit plusieurs modifications au cours des années. La classe connut ainsi trois périodes distinctes.

### Première formule (1907 – 1920)
{\displaystyle {\frac {L+B+G/3+3d+{\sqrt {S}}/3-F}{2}}\leq 12{\mbox{ mètres}}}
où
- {\displaystyle L} = longueur de flottaison
- {\displaystyle B} = maître-bau

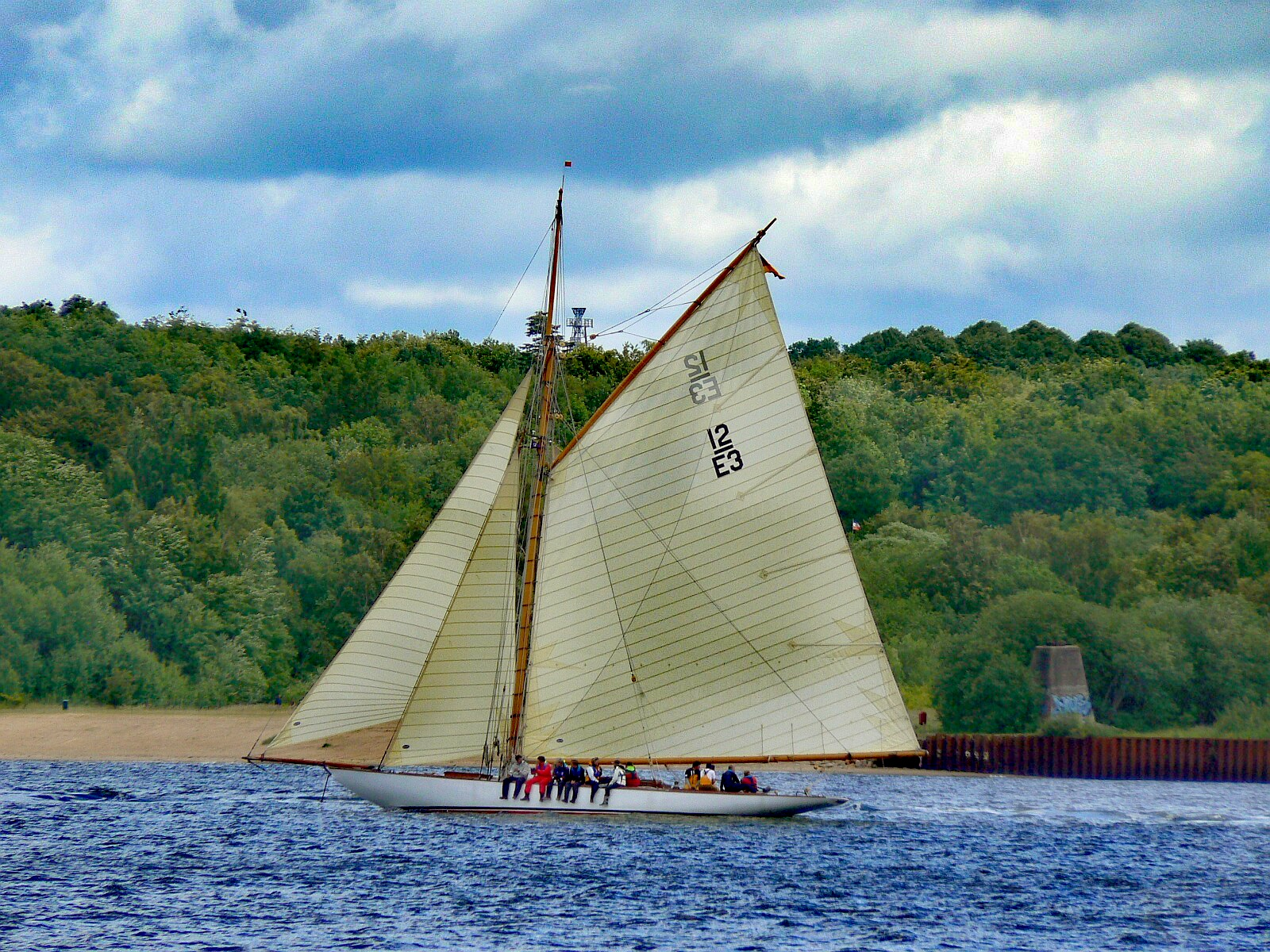
Le 12 Metre Heti, construit en 1912 selon la règle de 1907.

- {\displaystyle G} = périmètre de la chaîne (chain girth)
- {\displaystyle d} = différence entre le périmètre du contour (skin girth) et le périmètre de la chaîne
- {\displaystyle S} = surface vélique
- {\displaystyle F} = franc-bord

### Deuxième formule (1920 – 1933)
{\displaystyle {\frac {L+G/4+2d+{\sqrt {S}}-F}{2{,}5}}\leq 12{\mbox{ mètres}}}
où
- {\displaystyle L} = longueur de flottaison
- {\displaystyle G} = périmètre de la chaîne

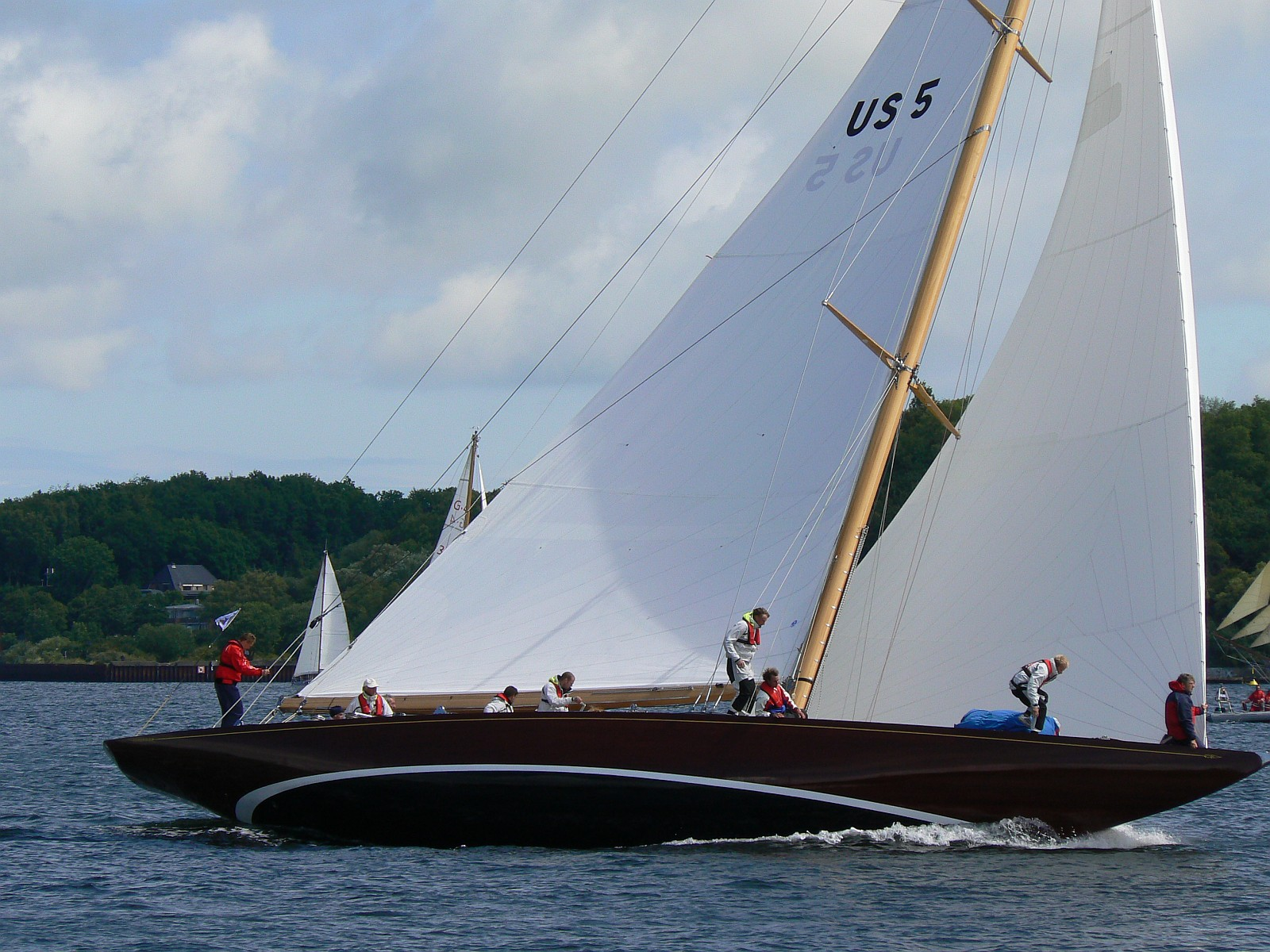
Le 12 Metre Anitra, construit en 1928 selon la 2e règle de 1920.

- {\displaystyle d} = différence entre le périmètre du contour et le périmètre de la chaîne
- {\displaystyle S} = surface vélique
- {\displaystyle F} = franc-bord

### Troisième formule (à partir de 1933)
{\displaystyle {\frac {L+2d+{\sqrt {S}}-F}{2{,}37}}\leq 12{\mbox{ mètres}}}
où
- {\displaystyle L} = longueur de flottaison

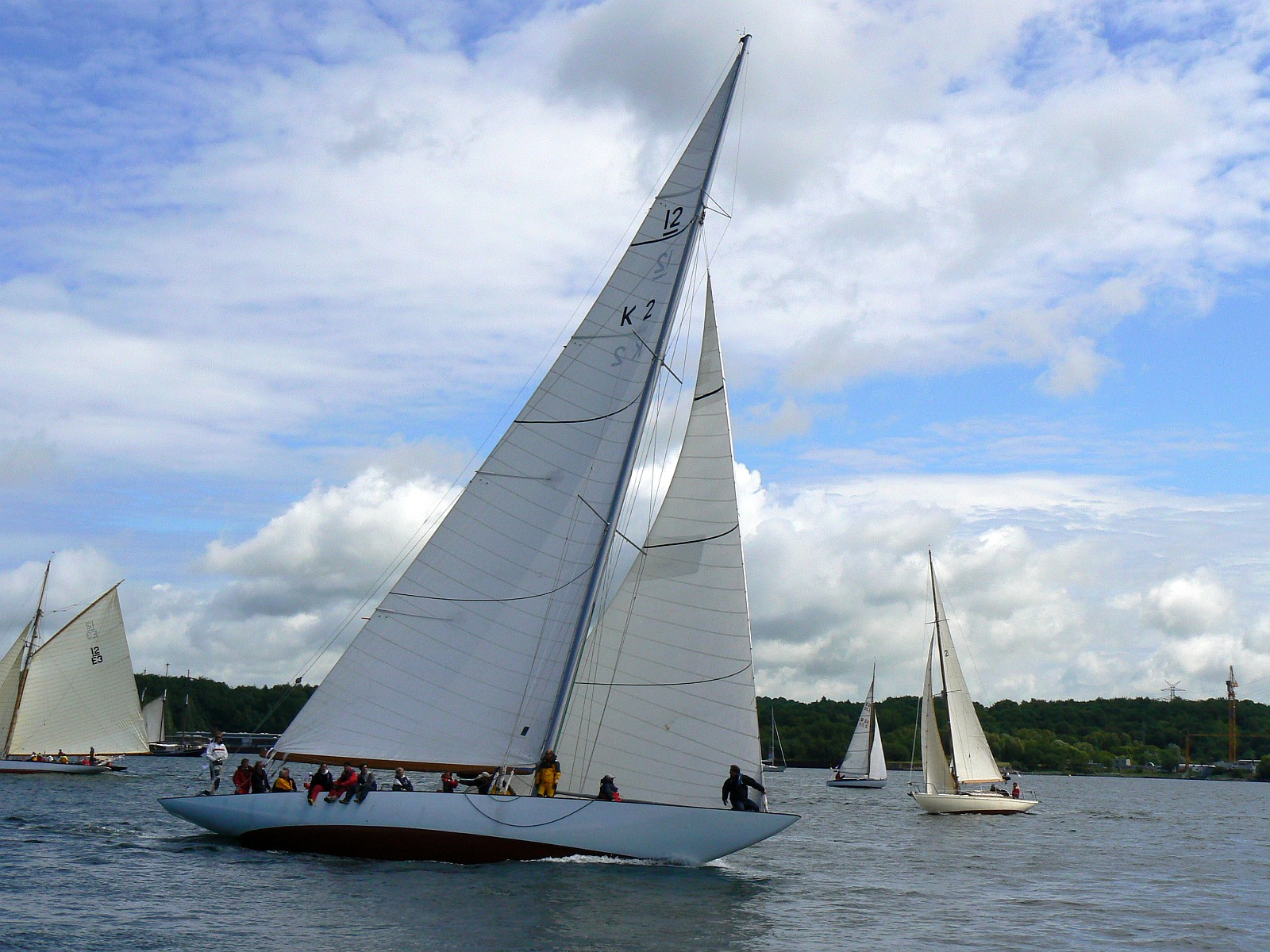
Le 12 Metre Evaine, construit en 1936 selon la 3e règle de 1933.

- {\displaystyle d} = différence entre le périmètre du contour et le périmètre de la chaîne
- {\displaystyle S} = surface vélique
- {\displaystyle F} = franc-bord

Les différentes formules étaient complétées par toute une série de règles traitant des performances et de la sécurité. Ainsi, la surface totale des cockpits ne devait pas excéder une certaine valeur afin de garantir la navigabilité par mer formée. Des contraintes structurelles veillent à ce que la solidité ne soit pas sacrifiée par la recherche d’abaissement du lest.

## Coupe de l'America
Lorsque la Coupe de l'America fut relancée après la Seconde Guerre mondiale, les syndicats recherchaient un remplaçant aux gigantesques et coûteux Classe J. Leur choix se porta sur la série 12 Metre.
En septembre 1956, un syndicat fut fondé au Royal Yacht Squadron avec pour mission la construction d’un 12 Metre pour la Coupe de l'America de 1958. Sceptre fut lancé le 2 avril 1958 mais s’inclina face au bateau du New York Yacht Club, Columbia, en septembre de la même année.
La présence des 12 Metre sur la Coupe de l'America prit fin en 1987 et les Class America les remplacèrent de 1992 à 2007.

## Après la Coupe de l'America
Coûteux et exclus des grandes compétitions, les 12 Metre sont à présent confinés aux rencontres entre passionnés, sans grand enjeu sportif.
Plusieurs associations et mécènes assurent cependant leur entretien et un système de handicap basé sur l'époque de conception des bateaux incite les propriétaires à restaurer les plus anciens, pour permettre aux vieilles unités de régater à armes plus ou moins égales avec les modèles plus récents. Pour cela, il est créé cinq divisions définies comme des plages de dates qui ont coïncidé avec la généralisation d'un type particulier de conception de quille ou de gouvernail :
- division A « Grand prix » : cette sous-classe débute lorsque les quilles ailées sont devenues la norme. Elle couvre tous les 12 Metre construits à partir de 1983. Australia II (KA-6), lancé en 1982, est considéré comme le premier de cette division.

- division B « Moderne » : débute lorsque les gouvernails montés sur aileron séparé de la quille sont devenus la norme. Elle comprend tous les 12 Metre construits entre 1968 et 1983. L'Intrepid (US-22), construit en 1967, est considéré comme le premier de cette division.

- division C « Classique » : tous les autres yachts de la classe construits avant 1968 et à partir de 1950, à l'exclusion de l'Intrepid qui est dans la division B en raison de sa conception de gouvernail monté sur aileron.

- divisions D « Vintage » et E « Antique » : pour toutes les constructions avant 1950. Les yachts construits selon la première formule d'avant 1920 sont considérés dans la division Antique (la plupart ont une grand-voile à corne).

### Championnat du monde
Il existe depuis 1979 un championnat du monde 12 Metre (en).

### MiniJI
Sur le modèle d'un « 12 Metre », André Gallois a créé une réplique au 1/7e. Il en a enlevé la partie supérieure du pont et la production en série a débuté en 1982. Conçu de sorte à le rendre quasiment insubmersible, le MiniJI met à égalité les personnes valides et les personnes handicapées. Des compétitions internationales ont désormais lieu.